# Barthel Ranisch

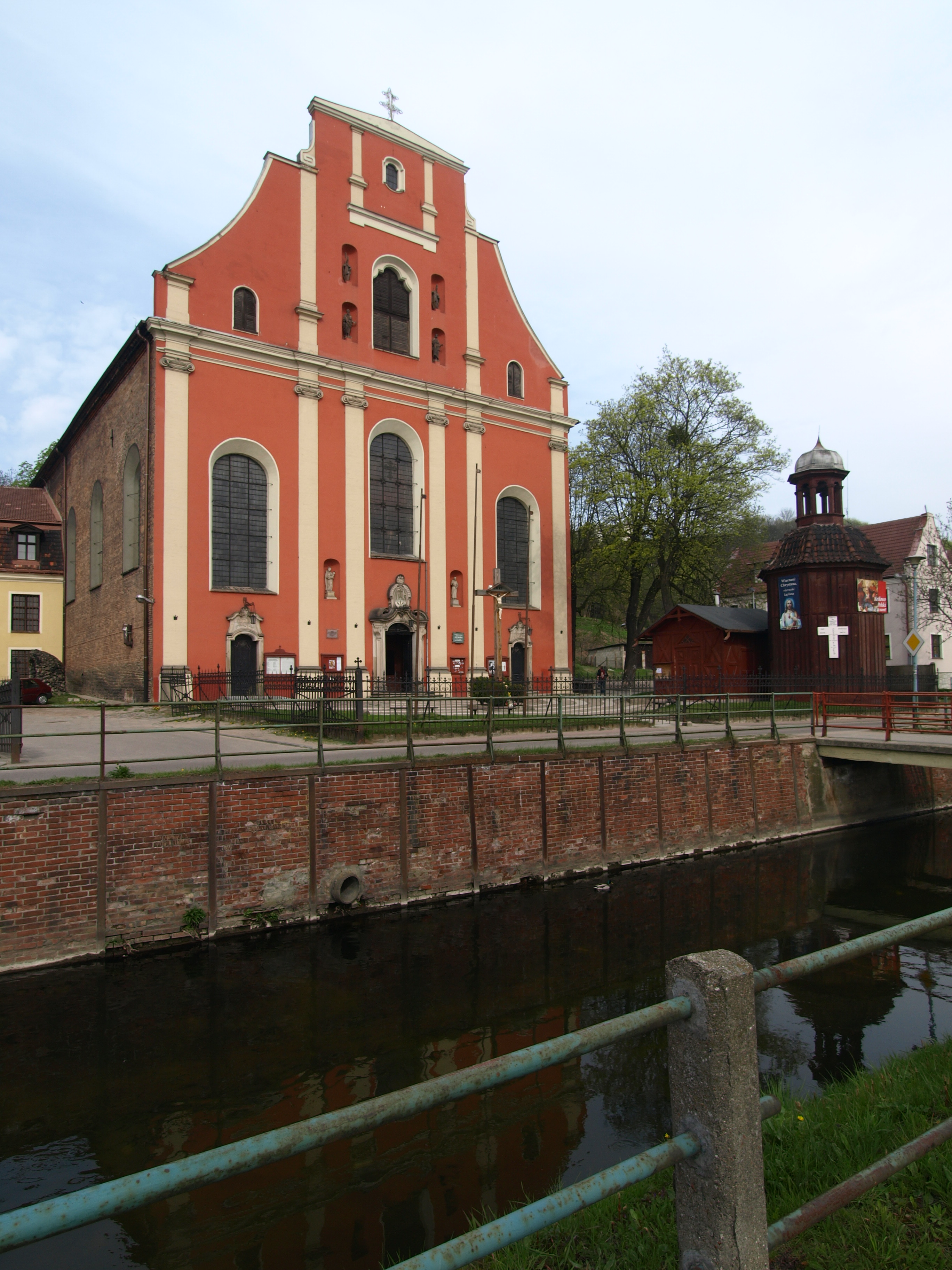
Jesuitenkirche in Alt-Schottland

Barthel Ranisch (* 1648; † nach 1708) war ein deutscher Baumeister in Danzig.

## Leben
Die Familie wanderte wahrscheinlich um 1650 nach Danzig ein (aus der Umgebung von Halberstadt?). Der Vater Hans Ranisch war Maurer, die Mutter war Anna Zeisske.
Barthel Ranisch beendete 1667 seine Maurerlehre, erhielt 1672 das Meisterdiplom und 1673 das Bürgerrecht der Stadt Danzig. In der Folgezeit baute er in Danzig und Umgebung Gebäude neu oder um, darunter einige Kirchen. Barthel Ranisch war einige Male Ältermann der Maurergilde. Er starb wahrscheinlich 1709 während der Pestepidemie.

## Werke

### Bauten
Neubauten
- 1673–1676 Reformatenkloster auf dem Stolzenberg mit Kirche (nicht erhalten)
- 1676–1677 Kirche der Jesuitenniederlassung in Alt-Schottland
- 1678–1681 Königliche Kapelle, nach Plänen von Tylman van Gameren, wahrscheinlich mit Mitarbeit von Andreas Schlüter
- 1698–1699 Spend- und Waisenhaus Danzig

### Publikationen

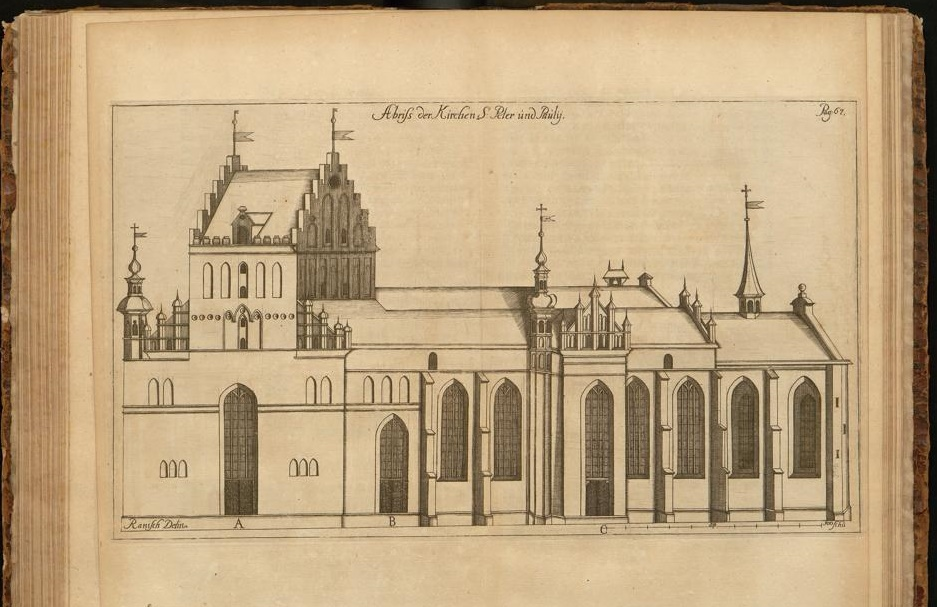
St. Peter und Paul in Danzig, Zeichnung von Bartel Ranisch

- Beschreibung aller Kirchen-Gebäude der Stadt Dantzig, 1695, mit Zeichnungen und Grundrissen der Kirchen, älteste erhaltene systematische bautechnische Beschreibung der Danziger Kirchen Digitalisat PBC Digitalisat
- Beschreibung derer Vornähmesten Gebäude der Stadt Dantzig, 1708, 1997 herausgegeben von Arnold Bartetzky und Detlev Kraack im Herder-Institut Marburg Digitalisat[2]